# Île Nelly
L'île Nelly est une île des Bermudes. Elle est située dans la Grande Baie, entre l'île Hawkins au nord-ouest et l'île Ports au sud-est. C'est une propriété privée qui relève administrativement de la paroisse de Warwick.